# Éliminatoires du Championnat d'Europe de football 1996, groupe 7
Cet article donne le calendrier, les résultats des matches ainsi que le classement du groupe 7 des éliminatoires de l'Euro 1996.

## Classement
| Rang | Équipe         | Pts | J  | G | N | P | Bp | Bc | Diff |  | Résultats (▼ dom., ► ext.) |     |     |     |     |     |     |
| ---- | -------------- | --- | -- | - | - | - | -- | -- | ---- |  | -------------------------- | --- | --- | --- | --- | --- | --- |
| 1    | Allemagne      | 25  | 10 | 8 | 1 | 1 | 27 | 10 | +17  |  | Allemagne                  |     | 3-1 | 4-1 | 6-1 | 2-1 | 1-1 |
| 2    | Bulgarie       | 22  | 10 | 7 | 1 | 2 | 24 | 10 | +14  |  | Bulgarie                   | 3-2 |     | 2-0 | 4-1 | 3-0 | 3-1 |
| 3    | Géorgie        | 15  | 10 | 5 | 0 | 5 | 14 | 13 | +1   |  | Géorgie                    | 0-2 | 2-1 |     | 0-1 | 2-0 | 5-0 |
| 4    | Moldavie       | 9   | 10 | 3 | 0 | 7 | 11 | 27 | -16  |  | Moldavie                   | 0-3 | 0-3 | 3-2 |     | 2-3 | 3-2 |
| 5    | Albanie        | 8   | 10 | 2 | 2 | 6 | 10 | 16 | -6   |  | Albanie                    | 1-2 | 1-1 | 0-1 | 3-0 |     | 1-1 |
| 6    | Pays de Galles | 8   | 10 | 2 | 2 | 6 | 9  | 19 | -10  |  | Pays de Galles             | 1-2 | 0-3 | 0-1 | 1-0 | 2-0 |     |

## Résultats et calendrier
| 7 septembre 1994 | Géorgie | 0 - 1 | Moldavie  | Stade Boris-Paichadze, Tbilissi              |                                              |
|                  |         |       | 40e Oprea | Spectateurs : 62 000 Arbitrage : Ahmet Çakar | Spectateurs : 62 000 Arbitrage : Ahmet Çakar |

| 7 septembre 1994 | Pays de Galles         | 2 - 0 | Albanie | Cardiff Arms Park, Cardiff                      |                                                 |
|                  | Coleman 9e · Giggs 67e |       |         | Spectateurs : 15 791 Arbitrage : Gianni Beschin | Spectateurs : 15 791 Arbitrage : Gianni Beschin |

| 12 octobre 1994 | Moldavie                                            | 3 - 2 | Pays de Galles            | Stadionul Republican, Chișinău                  |                                                 |
|                 | Belous (en) 8e · Secu (en) 28e · Pogorelov (en) 76e |       | 5e Speed · 67e Blake (en) | Spectateurs : 12 000 Arbitrage : István Vad Sr. | Spectateurs : 12 000 Arbitrage : István Vad Sr. |

| 12 octobre 1994 | Bulgarie           | 2 - 0 | Géorgie | Stade national Vassil-Levski, Sofia              |                                                  |
|                 | Kostadinov 58e 63e |       |         | Spectateurs : 48 000 Arbitrage : Ladislav Gadoši | Spectateurs : 48 000 Arbitrage : Ladislav Gadoši |

| 16 novembre 1994 | Albanie     | 1 - 2 | Allemagne                   | Stade Qemal-Stafa, Tirana                        |                                                  |
|                  | Zmijani 32e |       | 18e Klinsmann · 46e Kirsten | Spectateurs : 18 500 Arbitrage : Vasyl Melnychuk | Spectateurs : 18 500 Arbitrage : Vasyl Melnychuk |

| 16 novembre 1994 | Bulgarie                                          | 4 - 1 | Moldavie      | Stade national Vassil-Levski, Sofia            |                                                |
|                  | Stoitchkov 43e 85e · Balakov 63e · Kostadinov 87e |       | 61e Cleșcenco | Spectateurs : 36 048 Arbitrage : Denis McArdle | Spectateurs : 36 048 Arbitrage : Denis McArdle |

| 16 novembre 1994 | Géorgie                                                                    | 5 - 0 | Pays de Galles | Stade Boris-Paichadze, Tbilissi             |                                             |
|                  | Ketsbaia 31e 49e · Kinkladze 41e · Gogrichiani (en) 59e · S. Arveladze 67e |       |                | Spectateurs : 45 000 Arbitrage : Alain Sars | Spectateurs : 45 000 Arbitrage : Alain Sars |

| 14 décembre 1994 | Moldavie | 0 - 3 | Allemagne                                 | Stadionul Republican, Chișinău                 |                                                |
|                  |          |       | 7e Kirsten · 38e Klinsmann · 72e Matthäus | Spectateurs : 20 000 Arbitrage : Jef van Vliet | Spectateurs : 20 000 Arbitrage : Jef van Vliet |

| 14 décembre 1994 | Pays de Galles | 0 - 3 | Bulgarie                                    | Cardiff Arms Park, Cardiff                    |                                               |
|                  |                |       | 5e Ivanov · 16e Kostadinov · 51e Stoitchkov | Spectateurs : 23 206 Arbitrage : Leif Sundell | Spectateurs : 23 206 Arbitrage : Leif Sundell |

| 14 décembre 1994 | Albanie | 0 - 1 | Géorgie          | Stade Qemal-Stafa, Tirana                     |                                               |
|                  |         |       | 19e S. Arveladze | Spectateurs : 9 700 Arbitrage : László Molnár | Spectateurs : 9 700 Arbitrage : László Molnár |

| 18 décembre 1994 | Allemagne                   | 2 - 1 | Albanie     | Fritz-Walter-Stadion, Kaiserslautern                    |                                                         |
|                  | Matthäus 8e · Klinsmann 17e |       | 58e Rraklli | Spectateurs : 20 310 Arbitrage : Svend Erik Christensen | Spectateurs : 20 310 Arbitrage : Svend Erik Christensen |

| 29 mars 1995 | Géorgie | 0 - 2 | Allemagne         | Stade Boris-Paichadze, Tbilissi                  |                                                  |
|              |         |       | 24e 45e Klinsmann | Spectateurs : 75 000 Arbitrage : Martin Bodenham | Spectateurs : 75 000 Arbitrage : Martin Bodenham |

| 29 mars 1995 | Bulgarie                    | 3 - 1 | Pays de Galles | Stade national Vassil-Levski, Sofia            |                                                |
|              | Balakov 37e · Penev 70e 82e |       | 83e Saunders   | Spectateurs : 60 000 Arbitrage : Michel Piraux | Spectateurs : 60 000 Arbitrage : Michel Piraux |

| 29 mars 1995 | Albanie                         | 3 - 0 | Moldavie | Stade Qemal-Stafa, Tirana                 |                                           |
|              | Kushta 31e 80e · Kaçaj (en) 41e |       |          | Spectateurs : 8 500 Arbitrage : Urs Meier | Spectateurs : 8 500 Arbitrage : Urs Meier |

| 26 avril 1995 | Géorgie                        | 2 - 0 | Albanie | Stade Boris-Paichadze, Tbilissi                |                                                |
|               | S. Arveladze 3e · Ketsbaia 42e |       |         | Spectateurs : 25 000 Arbitrage : Roelof Luinge | Spectateurs : 25 000 Arbitrage : Roelof Luinge |

| 26 avril 1995 | Moldavie | 0 - 3 | Bulgarie                         | Stadionul Republican, Chişinău               |                                              |
|               |          |       | 30e Balakov · 57e 67e Stoitchkov | Spectateurs : 16 000 Arbitrage : Jiří Ulrich | Spectateurs : 16 000 Arbitrage : Jiří Ulrich |

| 26 avril 1995 | Allemagne    | 1 - 1 | Pays de Galles | Rheinstadion, Düsseldorf                            |                                                     |
|               | Herrlich 42e |       | 8e Saunders    | Spectateurs : 43 461 Arbitrage : José García-Aranda | Spectateurs : 43 461 Arbitrage : José García-Aranda |

| 7 juin 1995 | Bulgarie                      | 3 - 2 | Allemagne              | Stade national Vassil-Levski, Sofia                 |                                                     |
|             | Stoichkov 45 · Kostadinov 69e |       | 18e Klinsmann · Strunz | Spectateurs : 44 208 Arbitrage : Pierluigi Pairetto | Spectateurs : 44 208 Arbitrage : Pierluigi Pairetto |

| 7 juin 1995 | Pays de Galles | 0 - 1 | Géorgie       | Cardiff Arms Park, Cardiff                 |                                            |
|             |                |       | 73e Kinkladze | Spectateurs : 8 241 Arbitrage : Ilkka Koho | Spectateurs : 8 241 Arbitrage : Ilkka Koho |

| 7 juin 1995 | Moldavie                     | 2 - 3 | Albanie                                | Stadionul Republican, Chişinău                  |                                                 |
|             | Curtianu 10e · Cleșcenco 15e |       | 8e Kushta · 25e Bellaj (en) · 71e Vata | Spectateurs : 7 000 Arbitrage : Léon Schellings | Spectateurs : 7 000 Arbitrage : Léon Schellings |

| 6 septembre 1995 | Albanie     | 1 - 1 | Bulgarie      | Stade Qemal-Stafa, Tirana                     |                                               |
|                  | Rraklli 16e |       | 8e Stoitchkov | Spectateurs : 6 050 Arbitrage : Charles Agius | Spectateurs : 6 050 Arbitrage : Charles Agius |

| 6 septembre 1995 | Allemagne                                         | 4 - 1 | Géorgie      | Frankenstadion, Nuremberg                        |                                                  |
|                  | Möller 39e · Ziege 57e · Kirsten 62e · Babbel 72e |       | 28e Ketsbaia | Spectateurs : 40 750 Arbitrage : James McCluskey | Spectateurs : 40 750 Arbitrage : James McCluskey |

| 6 septembre 1995 | Pays de Galles | 1 - 0 | Moldavie | Cardiff Arms Park, Cardiff                         |                                                    |
|                  | Speed 1re      |       |          | Spectateurs : 6 721 Arbitrage : Gylfi Thór Orrason | Spectateurs : 6 721 Arbitrage : Gylfi Thór Orrason |

| 7 octobre 1995 | Bulgarie                          | 3 - 0 | Albanie | Stade national Vassil-Levski, Sofia              |                                                  |
|                | Letchkov 15e · Kostadinov 80e 82e |       |         | Spectateurs : 25 000 Arbitrage : Juha Hirviniemi | Spectateurs : 25 000 Arbitrage : Juha Hirviniemi |

| 8 octobre 1995 | Allemagne                                                          | 6 - 1 | Moldavie   | Ulrich-Haberland-Stadion, Leverkusen            |                                                 |
|                | Stroenco 16e (csc) · Helmer 18e · Sammer 24e 72e · Möller 47e (61) |       | 82e Rebeja | Spectateurs : 18 400 Arbitrage : Zygmunt Ziober | Spectateurs : 18 400 Arbitrage : Zygmunt Ziober |

| 11 octobre 1995 | Géorgie                          | 2 - 1 | Bulgarie       | Stade Boris-Paichadze, Tbilissi            |                                            |
|                 | S. Arveladze 1re · Kinkladze 47e |       | 87e Stoitchkov | Spectateurs : 45 000 Arbitrage : Urs Meier | Spectateurs : 45 000 Arbitrage : Urs Meier |

| 11 octobre 1995 | Pays de Galles | 1 - 2 | Allemagne                          | Cardiff Arms Park, Cardiff                       |                                                  |
|                 | Symons 79e     |       | 75e (csc) Melville · 81e Klinsmann | Spectateurs : 27 000 Arbitrage : Ion Crăciunescu | Spectateurs : 27 000 Arbitrage : Ion Crăciunescu |

| 15 novembre 1995 | Allemagne                             | 3 - 1 | Bulgarie       | Stade olympique, Berlin                            |                                                    |
|                  | Klinsmann 50e 75e (pen.) · Häßler 56e |       | 47e Stoitchkov | Spectateurs : 75 841 Arbitrage : Vassilios Nikakis | Spectateurs : 75 841 Arbitrage : Vassilios Nikakis |

| 15 novembre 1995 | Albanie          | 1 - 1 | Pays de Galles | Stade Qemal-Stafa, Tirana                    |                                              |
|                  | Kushta 5e (pen.) |       | 43e Pembridge  | Spectateurs : 2 100 Arbitrage : David Suheil | Spectateurs : 2 100 Arbitrage : David Suheil |

| 15 novembre 1995 | Moldavie                                | 3 - 2 | Géorgie                                     | Stadionul Republican, Chișinău                     |                                                    |
|                  | Testemițanu 5e (pen.) · Miterev 17e 68e |       | 66e Janashia (en) · 77e (csc) Culibaba (en) | Spectateurs : 6 000 Arbitrage : Mario van der Ende | Spectateurs : 6 000 Arbitrage : Mario van der Ende |